# Бахтинська сільська рада
| Бахтинська сільська рада — сільська рада у складі Мурованокуриловецького району Вінницької області. Адміністративний центр — село Бахтин. Сільській раді були підпорядковані населені пункти: - с. Бахтин - с. Бахтинок - с. Воронівці - с. Новосілка |

## Склад ради
Рада складалася з 14 депутатів та голови.

## Керівний склад сільської ради
| ПІБ                          | Основні відомості                                                 | Дата обрання | Дата звільнення |
| ---------------------------- | ----------------------------------------------------------------- | ------------ | --------------- |
| Слободянюк Валентин Петрович | Сільський голова, 1948 року народження, освіта, безпартійний      | 26.03.2006   | 31.10.2010      |
| Слободянюк Валентин Петрович | Сільський голова, 1948 року народження, освіта вища, безпартійний | 31.10.2010   |                 |

Примітка: таблиця складена за даними джерела